# Styrax pentlandianus
Styrax pentlandianus es una especie de planta perteneciente a la familia Styracaceae. Es endémica de Perú. Está tratada en peligro de extinción. 
Hasta el momento sólo se conoce  en el departamento de Junín de Perú donde se encuentra en los bosques de las tierras bajas.

## Taxonomía
Styrax pentlandianus fue descrita por Jules Ezechiel Rémy y publicado en Annales des Sciences Naturelles; Botanique, sér. 3 8: 229, en el año 1847.
Etimología
Styrax: nombre genérico que deriva del nombre griego clásico utilizado por Teofrasto derivado de un nombre semítico para estas plantas productoras de resina de la que se recopila el estoraque.
Sinonimia
- Styrax buchtienii Sleumer
- Styrax ferax J.F. Macbr.
- Styrax leptactinosus Cuatrec.
- Styrax socialis J.F. Macbr.
- Styrax subheterotrichus Herzog[3]